# Skarsfjället
Skarsfjället é uma montanha da província histórica da Härjedalen, na Suécia. O seu ponto mais elevado tem 1593 m.